# مثلجات

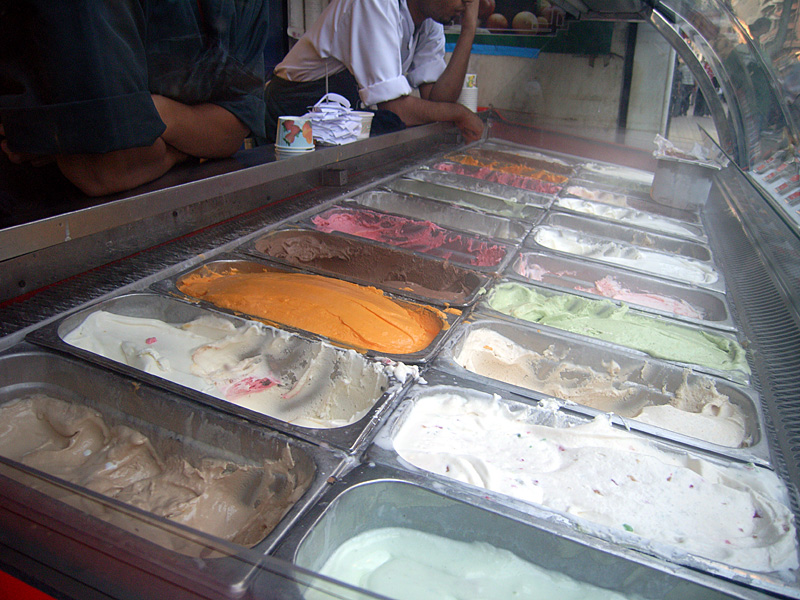
جيلاتي في مصر

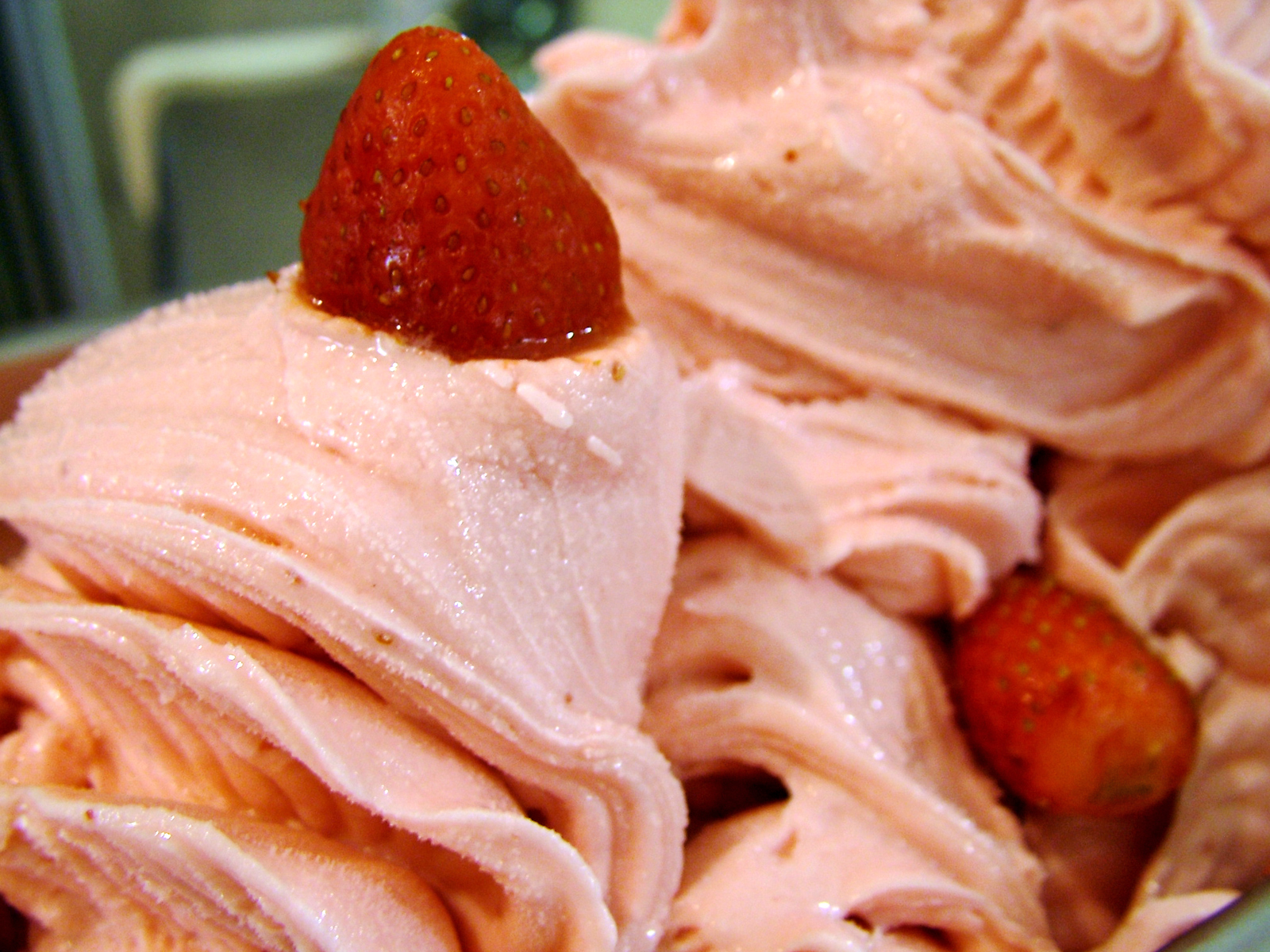
مثلجات الفراولة.

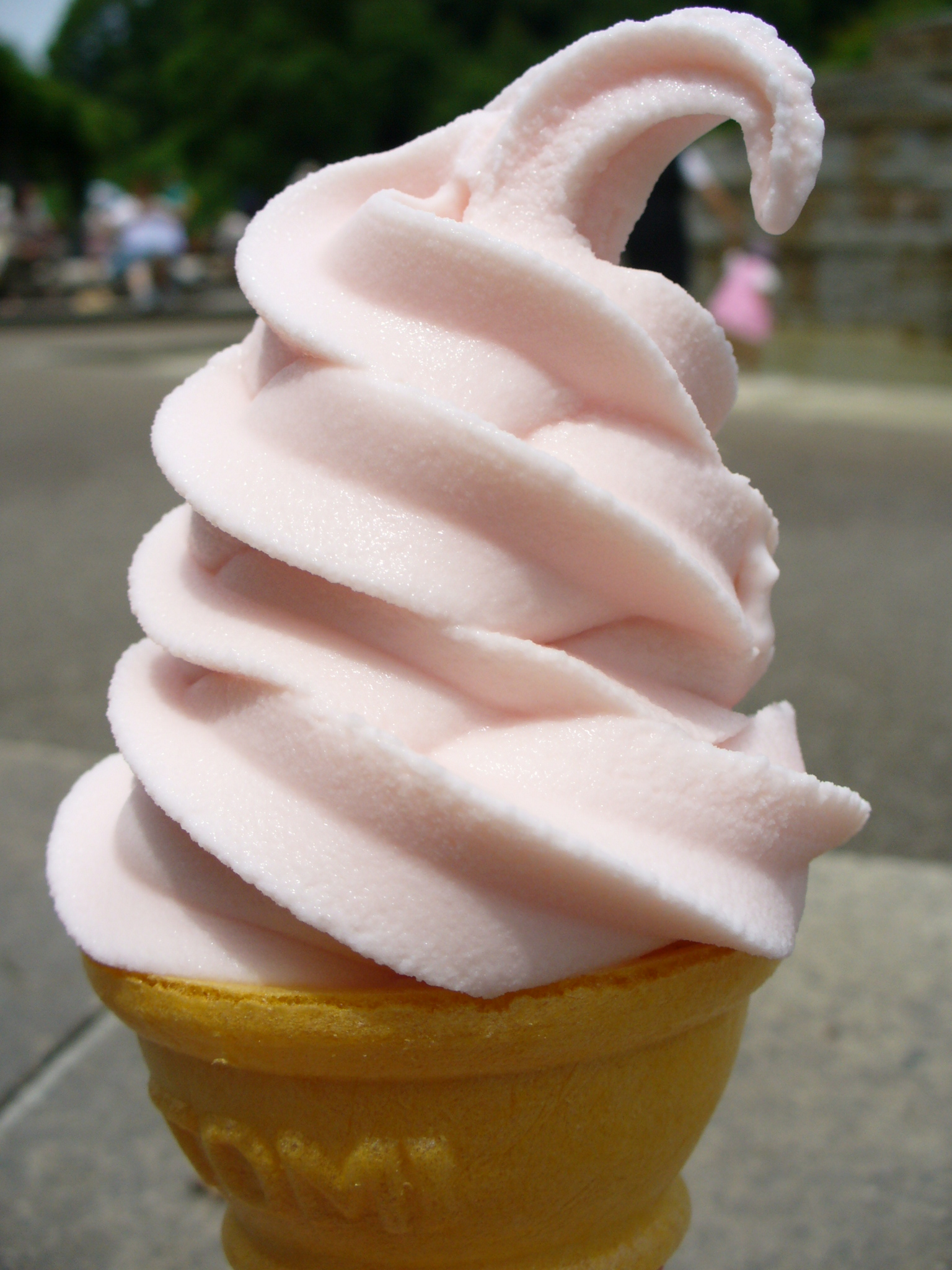
مثلجات في قمع.

المُثلّجات أو المثلوجات هي حلوى مجمدة معدة من الحليب أو من الماء والسكر وقد يضاف إليه الفاكهة، وهي ما يطلق عليها في بعض اللهجات الآيس كريم أو الجيلاتي أو البوظة أو لاباني (المغرب). قد تصنع أيضا من هريس الفاكهة المجمدة أو من عصير الفاكهة. ويُسمَّى صانعُها وبائعُها ثلَّاج.

## تاريخ اكتشافها
بدأت قصة المثلجات منذ عصور طويلة حيث أستخدمها الرومان والفرس في 400 قبل الميلاد وكذلك الصينيين في 200 قبل الميلاد خلطوا الحليب المجمد مع الأرز.
وفي عام 1295 م بدأ أثرياء إيطاليا يضيفون اللبن على الثلج لينتج المثلجات من اللبن المثلج. وفي عام 1533 م عندما أصبحت الأميرة الفلورنسية كاثرين دي ميديشي، ملكة فرنسا بعد زواجها من الملك هنري الثاني ملك فرنسا، انتقلت معها خلطة اللبن المثلج من إيطاليا إلى فرنسا، وبعدها أصبح عدد من طهاة فرنسا ينتجون المثلجات بأطعمة لذيذة، كما قام أحد هؤلاء الطهاة بافتتاح محل لبيع المثلجات المضاف إليه نكهات مختلفة مثل الشوكولاتة والفراولة.
وعندما قام الملك الإنجليزي تشارلز الأول ملك إنجلترا بزيارة إلى فرنسا في عام 1600 م، قدم إليه اللبن المثلج [مثلجات]، الذي أحبه كثيراً فابتاع سر الخلطة من الطاهي الفرنسي الذي قدمها إليه، وعاد بها إلى إنجلترا ومن هنا أصبح أغنياء إنجلترا يتناولون تلك الحلوى المثلجة. وفي عام 1700 م بدأ الحاكم الإنجليزي لولاية ماريلند الأمريكية يقدم المثلجات إلى ضيوفه، وبعد مرور 76 سنة بدأت أول مؤسسة تجارية لبيع المثلجات عملها في مدينة نيويورك.
وقد أحبت دوللي ماديسون زوجة الرئيس الأمريكي المثلجات بشكل كبير فقامت بتقديمه إلى ضيوفها في البيت الأبيض في عام 1812 م، وبعدها بفترة وبالتحديد في عام 1843 م، قامت سيدة أمريكية تدعى نانسي جونستون اختراع آلة لعمل المثلجات بشكل يدوي أسرع. وفي عام 1851 م افتتح جاكوب فوسيل أول مصنع مثلجات في بالتيمور بولاية ماريلند الأمريكية، وكان يبيع المثلجات من خلال إحدى العربات المتنقلة.
وفي 1899 م اخترع الفرنسي أوجست جولين ماكينة تساعد على خلط المثلجات بشكل متجانس مما ساعده على عمل المثلجات بشكل أكثر سرعة.
وفي أوائل 1903 م كان بائع المثلجات الأمريكي ايتالو ماركيوني يبيع المثلجات على عربة يد يدفعها في شوارع المدينة، كما اخترع المثلج المقدم داخل رقيقة من البسكويت، والذي انتشر بعدها في كافة دول العالم.

## طريقة التحضير
- تخفق الكريمة مع الحليب السائل والحليب الجاف.
- نضيف البيض على الخليط.
- نقوم بطحن المستكة وإضافتها إلى الخليط
- نضيف النكهة والسكر.
- نضيف المكسرات (حسب الرغبة) ويتم تحريك الخليط جيدا.
- نضعه في الثلاجة حتى تجمد المثلجات

### الدوندرمة
الدوندورمة (وتعني «مثلجة») هي اسم يُطلق على المثلجات في تركيا. وتحتوي الدوندورمة على لبن مجفف وسكر وسحلب ومستكة، وربما يَكون موطنها الأصلي
الذي اُخذت منه هو منطقة «كهرمان مرعش».
طريقة التحضير سهلة
وتوجد طريقة أخرى بقليل من المكونات وهي:
ـ نصف لتر من حليب
ـ مسحوق الفانيلا
ـ ملعقتا سكر كبير
ونتركه في المجمد لمدة 24 ساعة

## فوائد
أوضح الباحثون في مجلة «الصحة اليوم»، أن أنواع الحميات التي تفتقر لعنصر الكالسيوم المتوافر في منتجات الألبان تحد من قدرة الجسم على حرق الشحوم، مفسّرين أن عدم حصول الجسم على الكمية الكافية من الكالسيوم، يساعد الخلايا على تخزين الدهون، وتكبير حجمها.
وكانت الدراسات قد أظهرت أن الأشخاص المصابين بالبدانة، ويخضعون لحمية خاصة تعتمد على تعاطي مكملات الكالسيوم الغذائية، فقدوا ما يعادل 26 إلى 30 في المائة من أوزانهم.
ولفت خبراء التغذية إلى أن للآيس كريم فوائد كثيرة، أهمها أنه يساعد على تقوية العظام، وحرق الدهون، وتخفيض ضغط الدم العالي، وزيادة النشاط العام للجسم، كما أثبت فعاليته في مكافحة سرطان القولون، إلى جانب دوره في تحسين المزاج، وتقليل خطر الإصابة بالجلطات، وتقوية المناعة، ومنع تكوّن حصى الكلى.
بخلاف المعتقد أن المأكولات الساخنة تعطي دفئا، إلا أن العكس صحيح، فالآيس كريم والمشروبات الباردة عندما تلتقي بجدار المعدة تعمل على قبض الأوعية الدموية وتقليل نسبة الدم بها، فيتجه الدم إلى بقية أعضاء الجسم والأطراف مسببًا تمدد الأوعية الدموية فيعمل على تدفئتها

## المعلومات الغذائية عن المثلجات الدايت بالفراولة
تحضّر المثلجات الدايت بالفراولة من الفراولة، اللبنة الخالية من الدسم، الحليب الخالي من الدسم، الزبدة، السكر، عصير الليمون الحامض، الفانيليا والملح. تحتوي كل حصة من المثلجات الدايت بالفراولة (130غ تقريباً)، بحسب موقع شهية، على المعلومات الغذائية التالية:
- السعرات الحرارية: 117
- الدهون: 1
- الدهون المشبعة: 1
- الكوليسترول: 4
- الكاربوهيدرات: 22
- البروتينات: 5

## أضرار
يلجأ الكثيرون إلى تناول المرطبات الباردة والبوظة بأنواعها في فصل الصيف، للتخفيف من لهيب الحر، والتمتع ببعض الانتعاش، ولكن ثلثهم قد يصابون بما يعرف ب”صداع الآيس كريم”، بعد أول لقمة منه، فتنخفض درجة حرارتهم، ويصابون بارتعاشات مؤقتة.
وأوضح أخصائيو الأعصاب في مستشفى جامعة تيمبل الأمريكية، أن هذا الصداع يظهر بعد 25 إلى 60 ثانية من ابتلاع أول لقمة من “الآيس كريم”، حيث تنخفض درجة حرارة الجلد في الجبهة بحوالي درجتين، ويبدأ الألم في هذه المنطقة، ويتفرع ليصل إلى أشده، ويستمر لبعض الوقت، قبل أن يختفي.
وأشار هؤلاء الإخصائيون إلى أن “صداع الآيس كريم”، وهو الاسم الطبي لهذا النوع من الصداع، يؤثر في ثلث الأشخاص، وهو شائع، إلا أن الكثيرين لا يعرفون الكثير عنه، فهو ينتج عن تناول طعام أو شراب بارد يلامس سقف الفم، فيسبب آلام الرأس، حيث يعتقد أن التغير المفاجئ في درجة حرارة الجسم يسبب فرط نشاط الجهاز العصبي المركزي.

## معرض صور

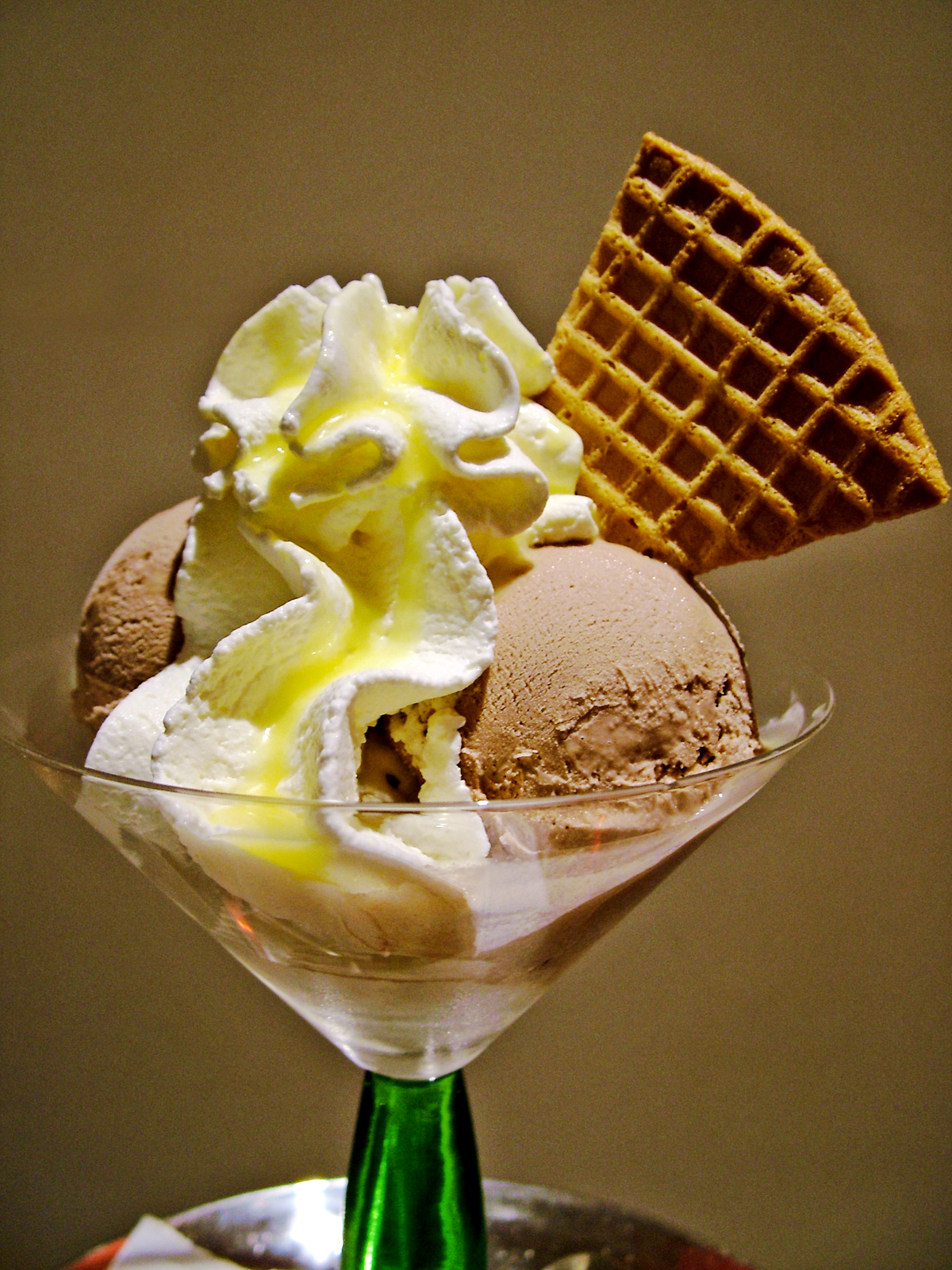
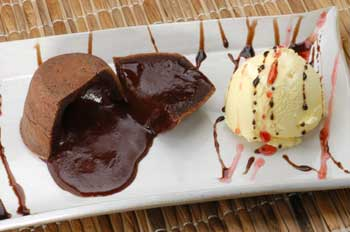
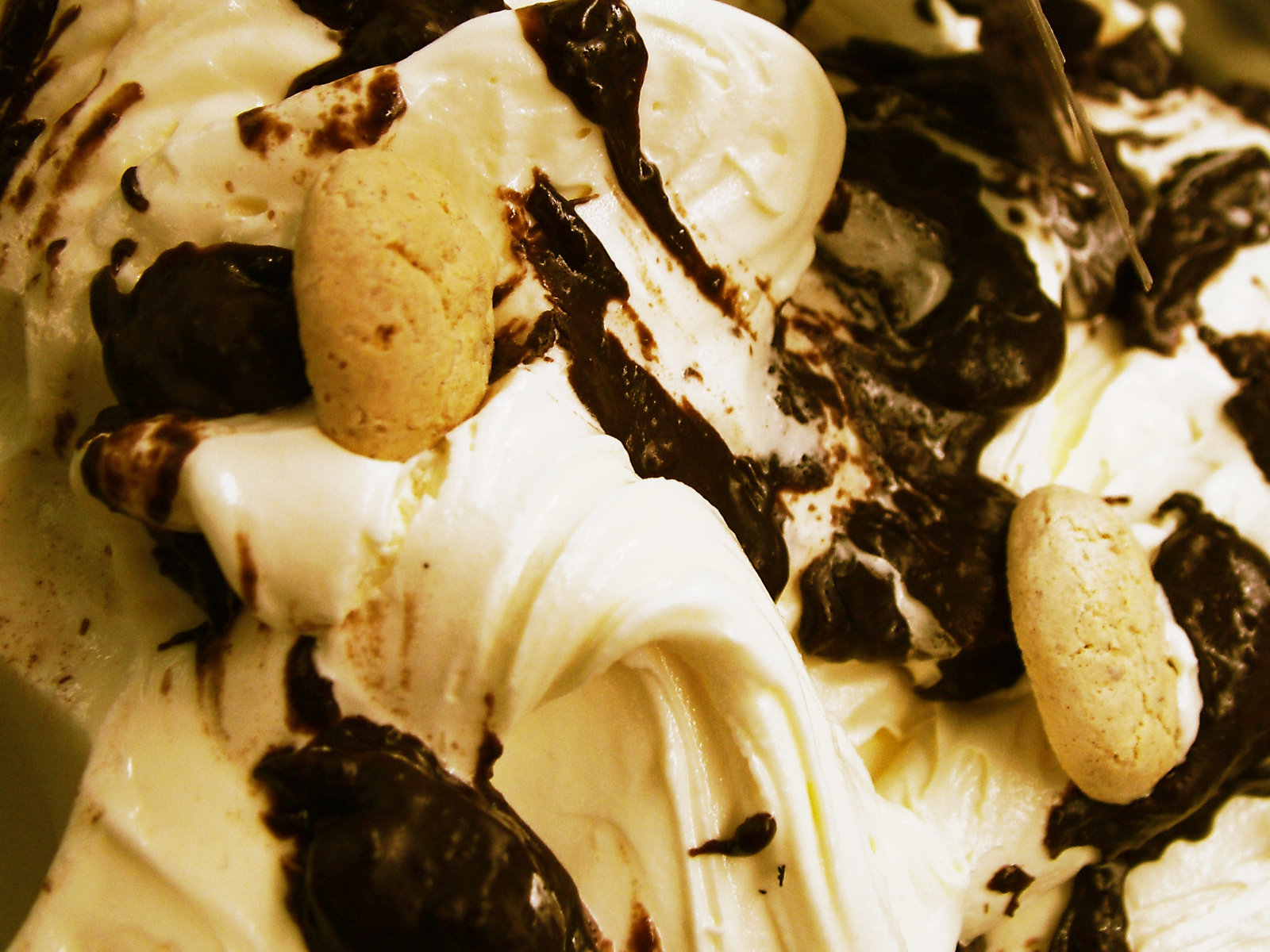
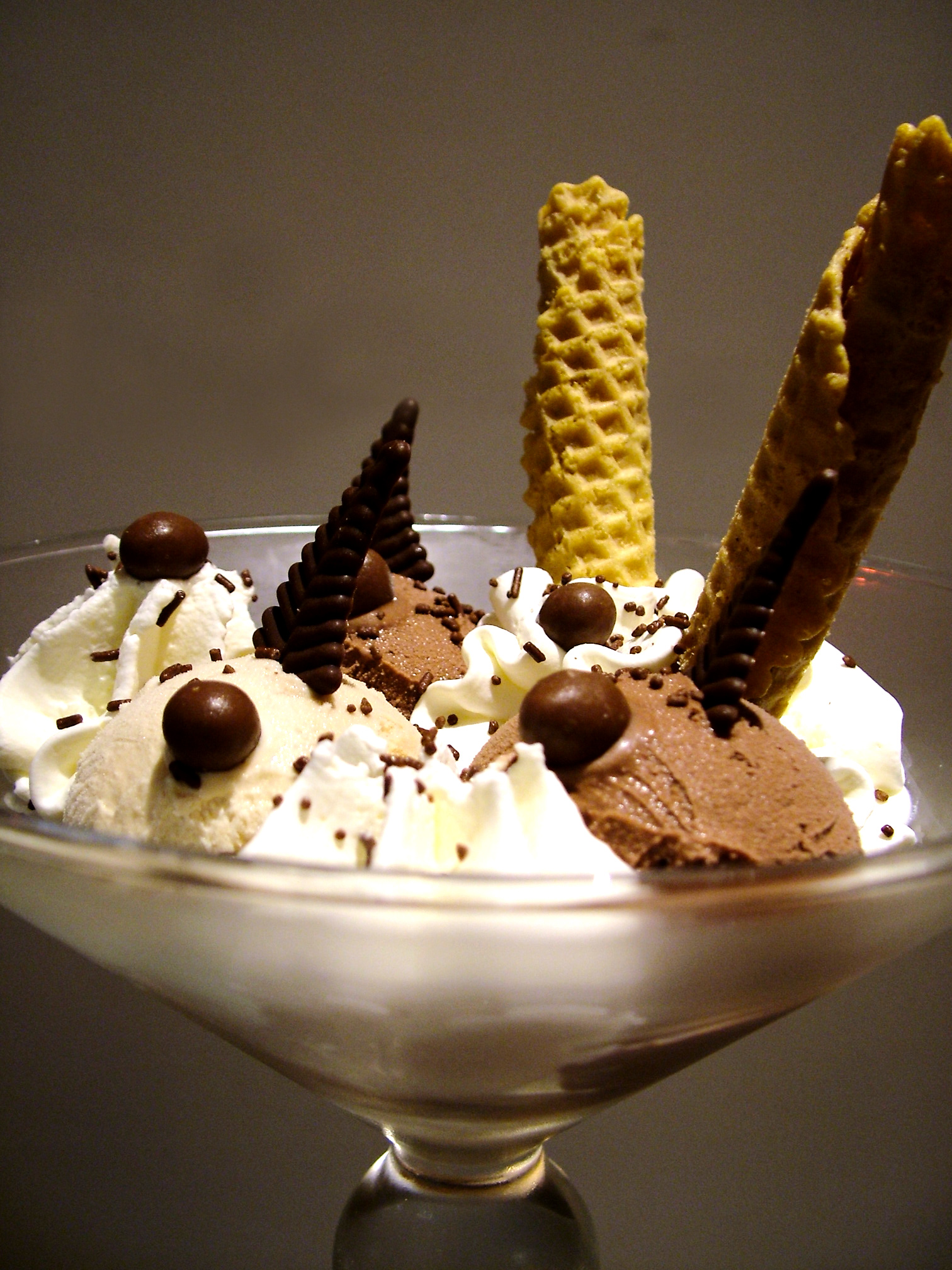
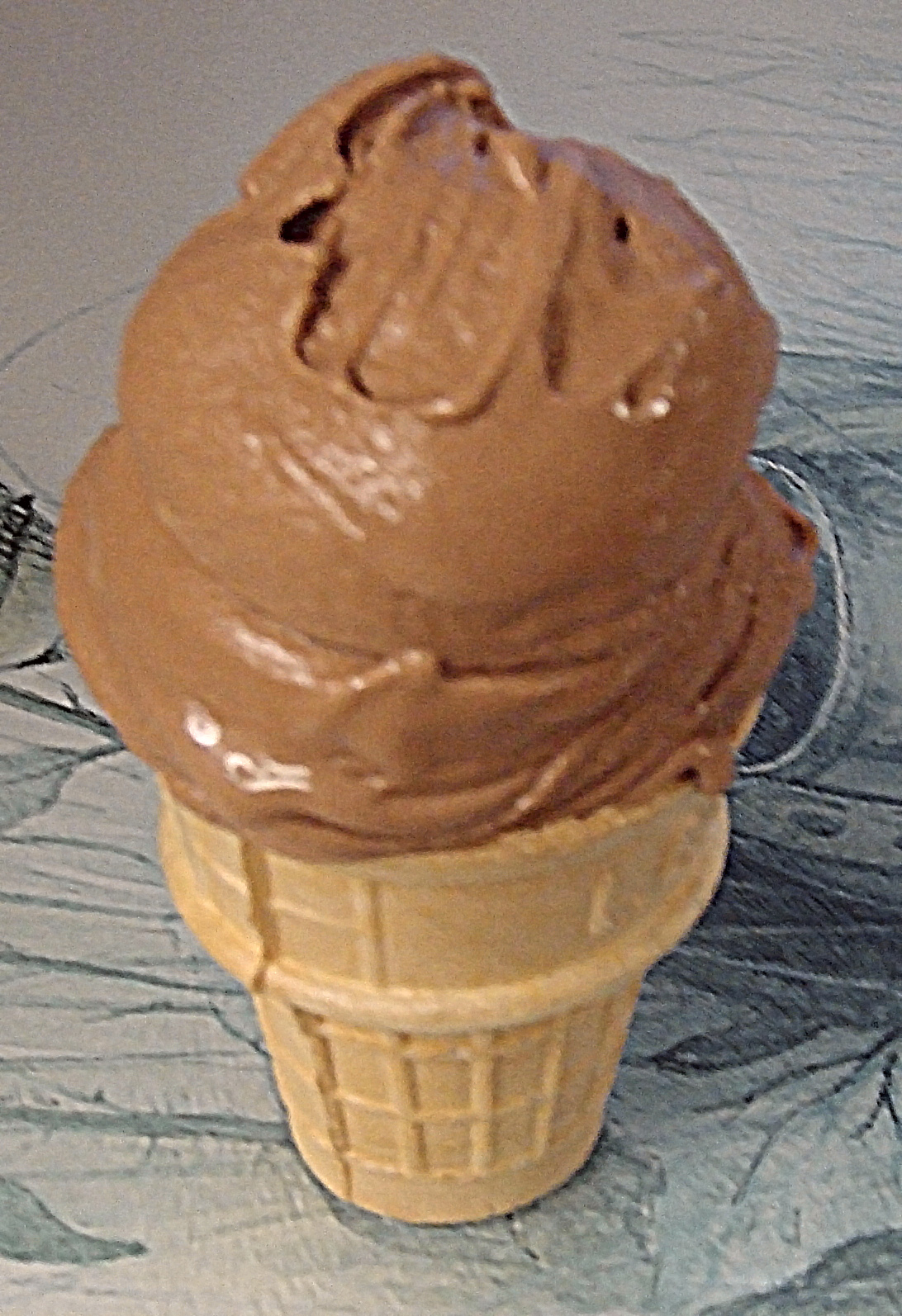
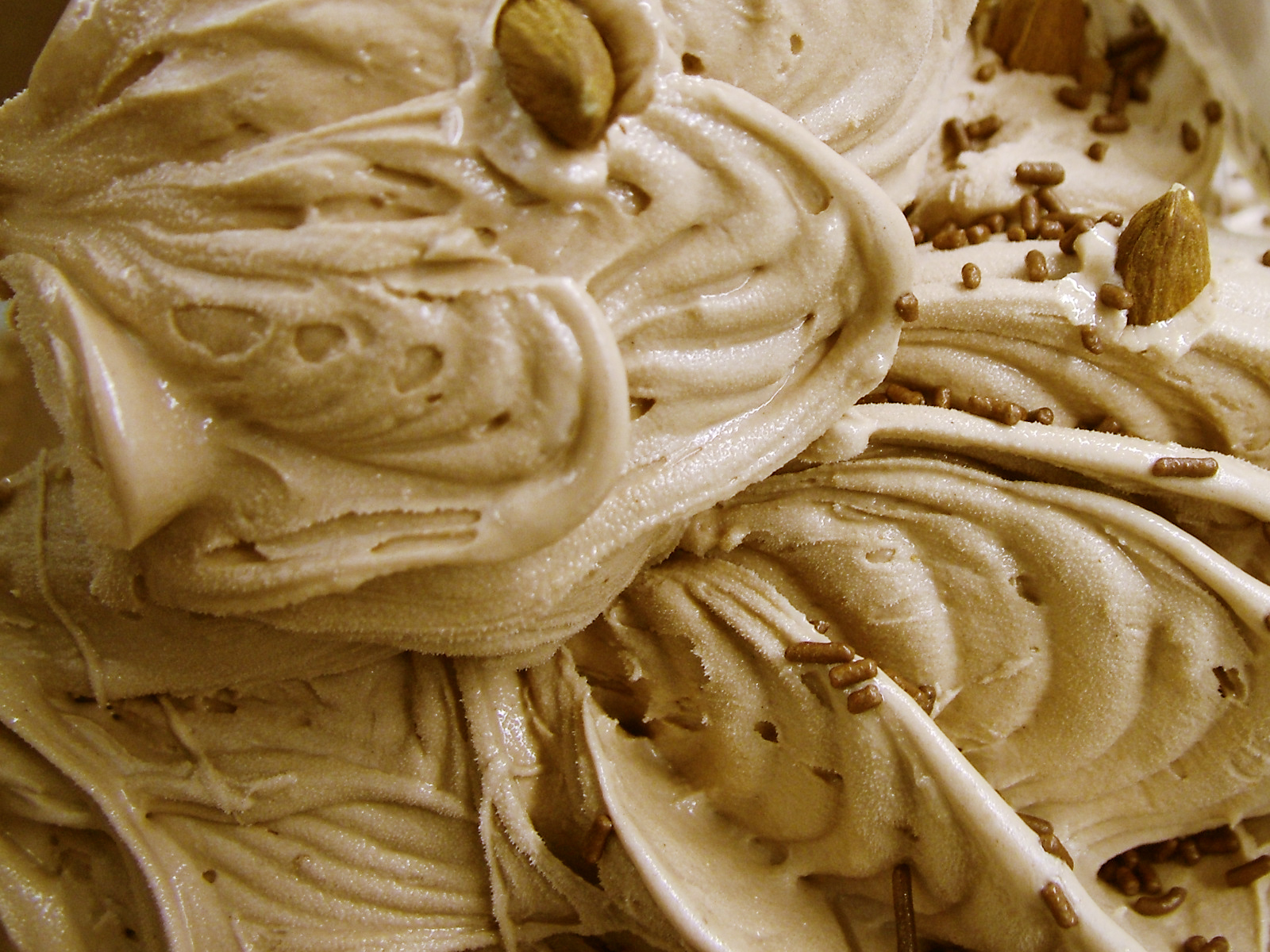
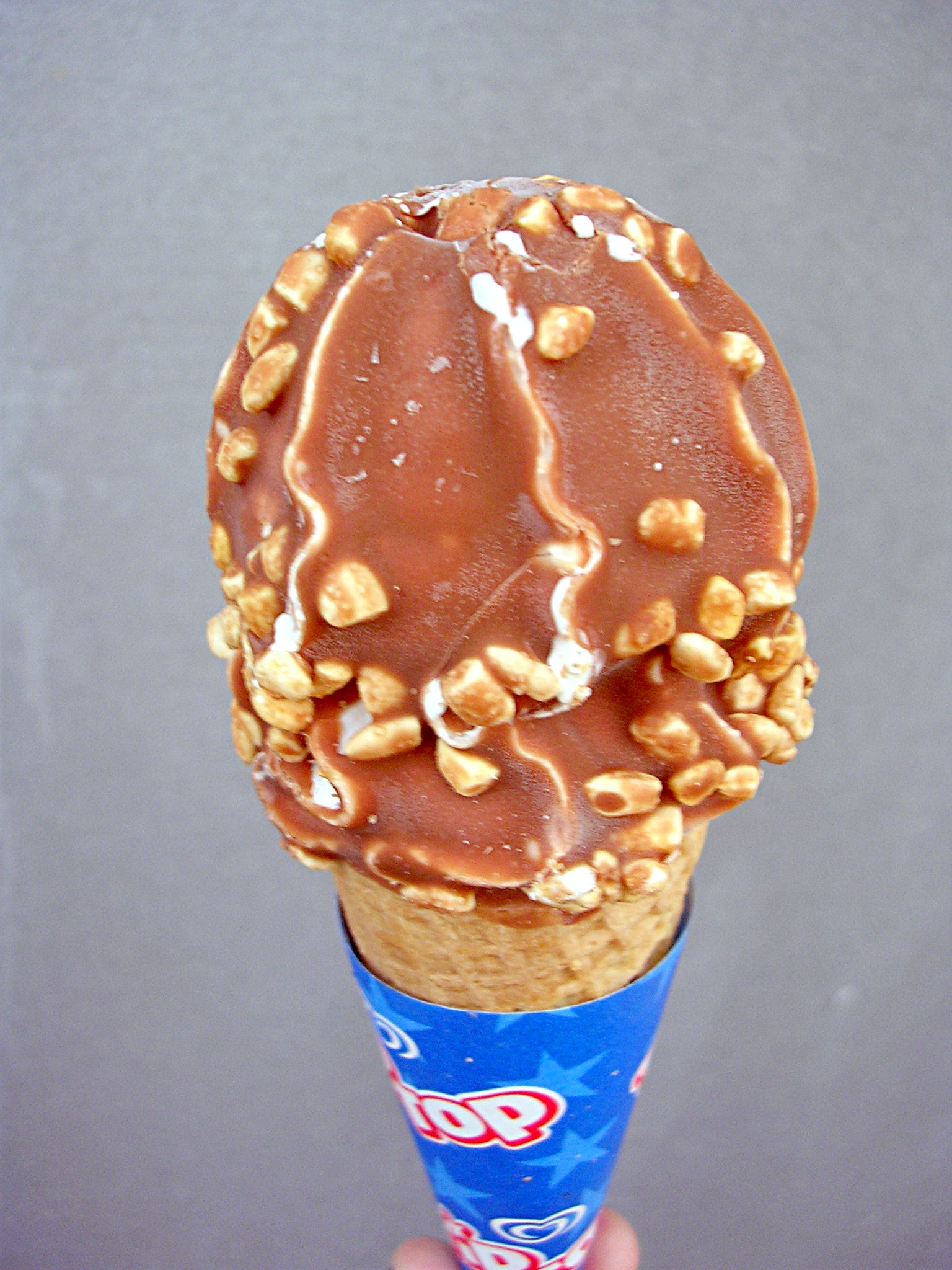
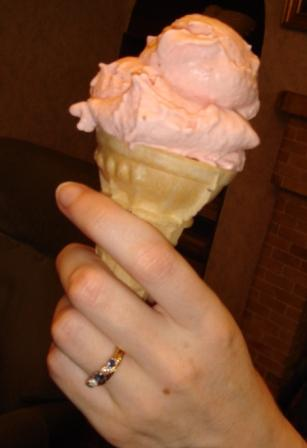
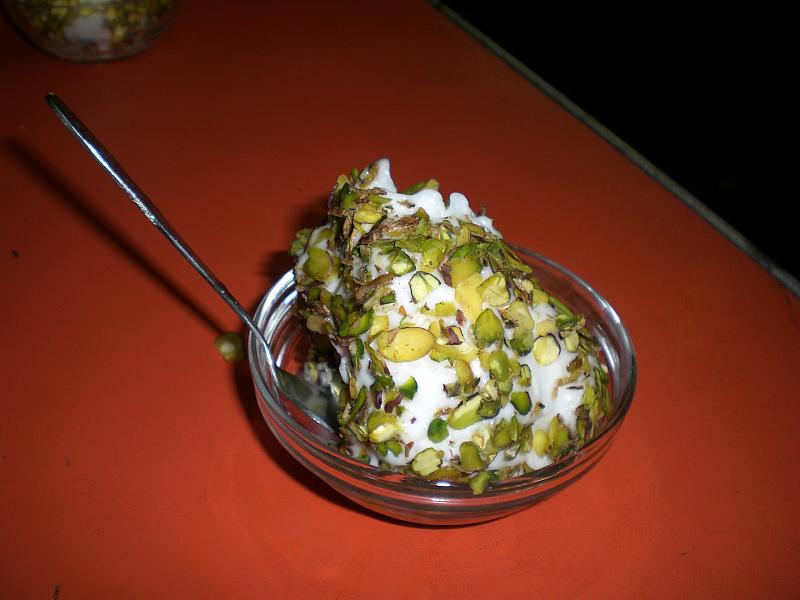
طبق بوظة (مثلجات عربية) بالفستق الحلبي

## وصلات خارجية
- Selected Internet Resources --Ice Cream / Science Reference Section, Library of Congress